# Українська революція на Донбасі
Українська революція на Донбасі — період в історії України, який територіально охоплює частини сучасних Луганської та Донецької областей України, Ростовської області Російської Федерації та деяких суміжних територій, а хронологічно  — 1917–1921 роки.

## Лютнева революція в Росії
Перші новини про переворот у Петрограді на Донбасі були отримані не в один і той самий час. Робочі Краматорівки знали про переворот вже 28 лютого, в Горлівці події стали відомі 2 березня Бахмут отримав відомості лише 4 березня, а села, що знаходяться далеко від рудників і залізничних станцій, дізналися про переворот ще пізніше.
Перший мітинг на заводі «Донсода» у Лисичанську був скликаний лише 15 березня, в Бахмуті інформація про революцію стала відомою 4 березня, тоді ж у Юзівці, а в Горлівці на два дні раніше. В Старобільському телеграми з Петрограду отримали 1 березня, але їх зміст був відомий лише повітовому справнику та начальнику гарнізону. В Павлограді, вістки про революцію з’явилися лише 2 березня, але місто прореагувало на них мляво, лише 4 березня звичний буденний ритм життя був порушений невеликим мітингом і маніфестацією.
У ці дні осібно стоїть Горлівка. Справа в тому, що 28 лютого для них, з одного боку, був днем радості, свята і в теж час-днем жалоби, загальної пригніченості, викликаної загибеллю ряду робочих від грандіозного вибуху в шахті.
Реакція на Лютневий переворот у місцевого населення була неоднорідна. Для представників монархічної російської націоналістичної організації «Союзу російських людей» означало втрату будь-якої перспективи, глава організації на соляних копальнях Мацов під впливом подій помер від розриву серця.

### Реформування місцевих органів влади
На зміну дореволюційним органам влади прийшли нові. Тимчасовий уряд призначив губернських та повітових комісарів.
Словʼяносербський повітовий комісар Тимчасового уряду – Нестеров Антон Якович, за іншими даними - М.Кудрянов
Бахмутський повітовий комісар Тимчасового уряду – Юрій (Г. І.) Желінський (офіцер запасу, колишній мировий суддя бахмутського мирового суду)
Старобільський повітовий комісар Тимчасового уряду – Володимир Абрамов.
Органи місцевого самоврядування поповнились представниками громадськості - до моменту проведення нових виборів.
Значну владу перебрали на себе громадські комітети. У Словʼяносербському повіті 1—2 березня створено повітовий громадський комітет, який мав стати революційним органом місцевого самоврядування (при цьому повітове земство та міські думи, поповнившись представниками громадського комітету, продовжували діяльність). Громадський комітет очолив Кудряшов, членами були Спанов, Купріянов, Мальцев, Оловягін та інші (всього 25 осіб). Громадський комітет видавав газету "Известия Славяносербского уездного общественного комитета". Тимчасовий уряд призначив повітовим комісаром Нєстєрова.
У Юзівці сформувався Юзівський тимчасовий селищний комітет, куди увійшли 60 членів виконавчого комітет Юзівської ради робітничих депутатів та 30 - спеціально обраних 4 квітня громадським організаціями Юзівки.
У Слов’янську виник Громадський комітет у складі: голова - Троїцький (правий есер, присяжний повірений), Кудрицький (інженер, власник шинного завода), Іларіон Дормидонтович Смірнов (1865 - 4(17) лютого 1918; заводчик), Франц Антонович Ляхович (адвокат), Якобович (лікар, есер), Немерюк Іван Андрійович (учитель, меншовик), Дженєєв (мировий суддя), Старостін (лівий есер), Василь Марапулець (більшовик), А.Шеремет (представник содового заводу, есер), Соловйов (представник содового заводу, есер) та інші.

### Партії та громадські організації
Відразу ж після революції почали виникати (або відновлювати свою діяльність) осередки політичних партій та громадських організацій. Тут діяли УПСР, УПСФ, УСДРП, Просвіта. Восени утворено загін Вільного козацтва. З неукраїнських партій мали свої осередки російські меншовики, більшовики, есери, кадети та єврейські організації.
Паралельно виникали громадські організації - ради - за професійними, класовими та національними ознаками.

#### УПСР
У грудні 1917 р. створено організацію УПСР в Юзівці 

#### УСДРП
Осередки УСДРП були в Луганську, Костянтинівці, Єнакієвому, Горлівці, Лисичанську, Бахмуті, Авдіївці, на станції Микитівка та рудниках Ауербаха. 3 серпня 1917 року в Бахмуті з'явилася осередок УСДРП.
У Луганську Тимчасовий організаційний комітет УСДРП виник у травні 1917 р. Одними з перших його членів стали робітник-металіст Шабала Д. і столяр Лобода Н. М. Луганська організація УСДРП одразу випустила відозву „До робітників-українців міста Луганська”. 4 червня 1917 р. в приміщенні Ради робітничих та солдатських депутатів Луганська відбулись перші загальні збори міської організації УСДРП, всього ж на збори прийшли 60 членів партії. Головою був обраний Сахацький В. Ф., писарем Клюй, також на зборах був присутній представник Харківського комітету УСДРП Петренко М. 
Луганський комітет УСДРП складався з 12 членів, по одному від заводських комітетів міста. До комітету були обрані: Корінченко, Бахмуцький, Сахацький В. Ф., Пономарьов, Журбенко, Леонтовська, Клюй, Заяць, Семенов, Таценко А. І., Сергієнко, Кокошенко. Також була обрана ревізійна комісія з трьох осіб, до театральної комісії були обрані Васильєв, Сахацький В. Ф., Любченко, Кокошенко, Кратен. Було вирішено організувати групу для поширення партійної літератури УСДРП в місті. Членські внески були визначені у таких розмірах: вступний – 1 карбованець, 50 копійок – щомісячний. Одразу після закінчення зборів ЦК УСДРП було повідомлено про заснування у Луганську комітету УСДРП, який обіцяв передавати 25% членських зборів ЦК.
В червні 1917 р. Тимчасовий організаційний комітет УСДРП був створений на Содовому заводі Товариства „Любимов, Сольве і Ко” у Лисичанську. Також лисичанський осередок УСДРП випустив відозву до українського робітництва „Товариші Українці! Україна прокидається…”. Запис у партію проводив Духовський В. М. і Перець Г. У. 
11 липня в селищі Іванівка створено Іванівський комітет УСДРП на чолі з Гавенко П., писарем Брага І., скарбником Максименко Г.
29 жовтня 1917 пройшов третій повітовий з'їзд УСДРП. З'їздом керували Шевченко, Вербицький, Благий і Лимар. З'їзд виніс резолюції про Установчі збори і щодо поточного моменту ю
У резолюції щодо поточного моменту говориться:
"Повітовий з'їзд УСДРП в Бахмуті постановив, що влада в цілій державі мусить належати органу, утвореному революційною демократією, за ïï відповідальністю. Влада на Україні мусить належати Українській Централъній Раді з її Ген. Секретаріятом, компетенція котрих повинна поширитись і на анексовані губернії, як-то Харківську, Катеринославську, Херсонську, Таврійську "
У грудні 1917 р. створено організацію УСДРП в Юзівці 

Також утворено краєву організацію Донецького басейну з центром на ртутному руднику Ауербаха на станції Микитівка. Членами комітету краєвої організації обрані І.Ю.Шевченко, І.Василів, З.Ф.Вербицький, Б.Ульченко, Клюкало, Арсеній Гелюх.

#### РСДРП
У березні 1917 р. в Донбасі було лише 500 більшовиків. В квітні, коли з тюрем, каторги і заслання повернулись старі революціонери-професіонали, Климент Ворошилов, Шулим Грузман, Юрій Лутовінов, діяльність більшовиків активізувалася, а кількість членів партії зросла до 5,5 тис. осіб.
Обласна організація РСДРП(б) Донецько-Криворізького басейну
Створена 13-15 липня 1917 року. Мала 8 організацій нижчого рівня. Налічувала максимум 33 тис. членів.
Керівний орган — комітет у складі: Вадим Бистрянський (Ватін) (голова), Артем (секретар), Яків Залмаєв, Абрам Каменський, Еммануїл Квірінг, Микола Копилов, Михайло Острогорський. У жовтні до складу комітету введено Ісака Шварца. У грудні до складу комітету також увійшли Йосип Варейкіс, Борис Магідов, Семен Васильченко, Михайло Жаков.
1 обласна конференція відбулась 13-15 липня у Катеринославі. Були присутні 33 делегати від 13 партійних осередків (Катеринослав, Харків, Луганськ, Маріуполь, Кривий Ріг, Макіївка, Юзівка, Єнакієве, Горлівка, Нелепівська, Щербинівська та Свинарьовська копальні). Вони представляли 13 тисяч членів партії.
2 обласна конференція відбулась 5-6 грудня 1917 р. у Харкові.
Обласна партійна нарада — 24-25 січня 1918 року.
Організація видавала газету, спільну з харківською організацією РСДРП(б) — «Донецкий пролетарий» (Харків).
Припинила існування у квітні 1918 року.
Партійний осередок у Бахмутському повіті створено навесні 1917 р. На 1 жовтня 1917 р. налічувала 1 тис. членів. Наприкінці вересня відбувся розкол на меншовицьку та більшовицьку фракції. Більшовики обрали повітовий комітет РСДРП(б) у складі Ф.Л.Подстрели, І.І,Іванова, І.Ю.Нагорного, І.Покотилова та змогли організувати 10 осередків. Більшовицька повітова організація припинила своє існування у квітні 1918 р.

#### Селянський союз
У Бахмутському повіті діяв осередок Всеросійського селянського союзу. 5-7 червня відбувся бахмутських повітовий селянський з'їзд.

#### Поалей-Ціон
Організації Поалей-Ціон існували у багатьох містах краю, зокрема у Юзівці.

#### Партія соціалістів-революціонерів
Осередки Партії соціалістів-революціонерів були надзвичайно потужними. Юзівський районний комітет партії очолював Іван Бартагов (вчитель, а невдовзі – міський голова Юзівки), його заступником був – Т.Ф.Шуб, секретарем організації – І.Н.Шуб, товаришем секретаря – Анна Вассерман, скарбником – Г.С.Левітан. Осередок видавав газету «Клич народа» (редактор - М.В.Котрохов).

### Національні організації
Революція супроводжувалась потужними національними рухами. Свої національні організації створювали українці, євреї, поляки та інші.

#### Таганрозька окружна українська рада
У Таганрозі виникла таганрозька окружна українська рада. Її документи зберігаються у Центральному державному архіві вищих органів влади та управління.

#### Словʼяносербська повітова українська рада
Український національний рух у Луганську та Словʼяносербському повіті виявився у створенні Української повітової ради на чолі із військовослужбовцем 26 полку Малашком. 18 квітня та 11 травня 1917 р. відбулась українська маніфестація. При українській повітовій раді діяв загін Вільного козацтва. 

#### Громада залізничників-українців в Луганську
Активно розвивався український рух серед луганських залізничників. Було створено відповідний комітет на чолі із інженером Георгієм (Юрієм) Лисенком.

#### Бахмутська українська громада
У березні 1917 року відновила свою діяльність Бахмутська українська громада. Розпочато організацію бібліотеки та драмгуртка. Станом на 15 березня до громади входило 68 членів. Обрано Тимчасову раду громади з 13 осіб. На Всеукраїнський національний конгрес та Всеукраїнський педагогічний з’їзд надіслано 2 делегати.
27 квітня (ст.ст.) відбулись загальні збори громади у Народному Домі. Обрано постійну раду громади у кількості 25 осіб, з них -7 складали бюро. Для Українського клубу орендовано літній будиночок у садку Чепурківської. 
Голова громади – Нестерев. Товариш голови – полковник Пшичкин. Скарбник – капітан Нікітін.
На Зелені свята організовано День Національного фонду. На другий день свят організовано урочисту демонстрацію українців по місту.

#### Українська організація Єнакієвого
Українська організація брала участь у "Святі праці" 19 квітня (1 травня) 1917 року

#### Просвіта
Луганська “Просвіта” заснована 16 квітня 1917 р. Існували секції: артистично-музична, лекційна, бібліотечна, агітаційна. Проводить вистави, є книгозбірня, курси, агітаційна школа. На першому Всеукраїнському з’їзді “Просвіт” від Луганської “Просвіти” виступив Вовченко. Також існували осередки Просвіти у с. Іванівка, Кадіївка, Лозова-Павлівка, Миколаївка (Кадіївка), Олексієвка. Заходами місцевої Просвіти на Максимівській копальні відкрилася школа з українською мовою навчання (учитель - Кичка).

#### Ге-Халуц
У Бахмуті діяла молодіжна організація, яка ставила собі за мету підготовку молодих євреїв до переселення в Ізраїль. Відомо про чотирьох активістів цієї організації: Тося Рабінович (Рубінович?), Елізер Фінкель, Зеліг Ривкінд і Сімча (?) Бржезовський.

### Організація рад
До 6 березня в Попасній, Слов'янську ради були вже обрані. На 8 березня рада оформилися в Костянтинівці, Дружківці, а 19 березня був організована Лисичанська рада. У першій половині березня були організовані ради в Горлівсько Щербинівському районі. До кінця березня у всіх більш-менш значних робочих центрах ради були вже створені.
До початку другої половини квітня на Донбасі був закінчений період організації рад робітничих депутатів, волосних, і військових комітетів.

#### Луганська рада робітничих депутатів
Рада робітничих депутатів у Луганську виникла на початку березня 1917 р. Її головами почергово були Григорій Римський (Ларін) (6 березня – ?), Вайль (? – травень), Нагих Іван Миколайович (травень – червень), Макаров (червень – 18 вересня), Клим Ворошилов (з 18 вересня), Пилип Воронін (жовтень-листопад 1917, березень-квітень 1918).
У вересні були організовані перевибори до ради. Зі 120 новообраних депутатів 82 були більшовиками. Пізніше рада поповнювалась новими депутатами і на кінець 1917 р. їх чисельність становила 176 осіб. Діяла до вступу у місто у квітні 1918 р. української та німецької армій.
Від 2 по 9 квітня 1918 р. рада видавала газету «Луганский революционній вестник».
Про існування інших рад у Словʼяносербському повіті невідомо, хоча є інформація про проведення 15-16 травня 1917 р. Луганської районної конференції Рад робітничих, солдатських і селянських депутатів.

#### Луганська рада солдатських депутатів
Сформована навесні 1917 р. Діяла до червня того ж року, коли об'єдналась із радою робітничих депутатів.

#### Бахмутська рада робітничих та солдатських депутатів
Створена 6 березня 1917 р. у складі 200 чоловік. Більшість у раді мали представники РСДРП. Рада висловила довіру Тимчасовому урядові.
У квітні 1917 року виникла гарнізонна військова Рада, контрольована, здебільшого, українськими партіями.
31 жовтня 1917 р. рада ухвалила рішення про підтримку більшовицького перевороту у Петрограді. Соціалісти пропонували створити «однорідне соціалістичне міністерство». Більшовики внесли свою резолюцію, в якій зазначалося, що Бахмутська рада «захищатиме нове завоювання революції - робітничо-селянський уряд, який один тільки може припинити криваву війну народів і розчистити шлях для визволення праці від капіталу». Більшовицьку резолюцію було прийнято більшістю голосів. Тоді ж головою ради обрано більшовика Г.З.Литвина.
Після захоплення більшовиками влади у місті у січні 1918 р. було організовано перевибори до ради. у результаті яких 63 % членів ради становили більшовики. До виконкому ради увійшло 17 більшовиків (55 % усього складу).
Наприкінці січня 1918 року в Бахмуті відбувся повітовий з'їзд Рад робітничих, селянських і солдатських депутатів, на якому був обраний перший повітовий виконком Рад під головуванням більшовика П. Казимирчука.
На початку 1918 р. рада сформувала нечисельний загін Червоної гвардії на чолі із І.Дубовим.
Припинила діяльність у квітні-травні 1918 р.
15-17 березня в Бахмуті пройшла I конференція рад робітничих і солдатських депутатів Донбасу що відображала настрій 187000 робітників і солдатів, об'єднаних в 48 місцевих рад, представлених 132 делегатами.

#### Гришинська рада робітничих і селянських депутатів
Рада робітничих депутатів створена у березні 1917 р. у селищі Гришине. Більшість депутатів належали до партій есерів та меншовиків. 
Рада селянських депутатів створена у травні 1917 р. 
З червня 1917 р. почала виходити газета «Известия Гришинского совета рабочих и крестьянских депутатов».
У червні рада висловила підтримку Тимчасовому урядові, а у серпні – засудила корніловський заколот.
На початку грудня 1917 р. більшовики дістали більшість у раді та очолили її.
5 січня 1918 р. рада створили військово-революційний комітет для організації перевороту у Гришиному та захоплення влади більшовиками.
Дещо пізніше сформовано загін Червоної гвардії.
Припинила існування у квітні 1918 р.

#### Єнакіївська рада робітничих депутатів
Виникла у другій половині березня 1917 р. Більшість депутатів належала до партій есерів та меншовиків. У вересні 1917 р. відбулись перевибори депутатів, на яких перемогу отримали більшовики. Із 40 депутатів 31 належали до РСДРП(б), 6 – ПСР, 3 – РСДРП(м). 

4 (17) листопада рада підтримала більшовицький переворот у Петрограді, створила ревком та місцеву раду народних комісарів та оголосила про перехід влади в Єнакієвому у її руки.

Припинила існування у квітні 1918 р.

#### Костянтинівська рада робітничих депутатів
Створена 18 березня 1917 р. На першому засіданні Ради 18 березня обрано виконавчий комітет (Лунєв, П. Кравченко, Кізін, Грушкін, Мурмілов, Н. Шустов, А. Ігнатов, Єфімов), створено продовольчу та адміністративну комісії. Більшість депутатів становили меншовики та есери. 7 жовтня рада ухвалила вимогу передати всю владу радам, однак сама не підтримала більшовицький переворот в Петрограді 25 жовтня.

У січні 1918 р. було організовано перевибори до ради, у результаті яких більшість отримали більшовики ,,.

#### Юзівська рада робітничих депутатів
Рада робітничих депутатів створена 4 березня 1917 року. До її склади увійшли 400 осіб. До виконавчого комітету обрано 50 осіб. Першим головою ради став Костянтин Костенко. При раді виникла робітнича міліція (дружина) на чолі із есером Желондек.
25 червня (8 липня) у місті (як і по всій Російській імперії) відбулась більшовицька демонстрація. Демонстрація завершилась сутичками демонстрантів із міліцією. Рада робітничих депутатів терміново зібралась на засідання та засудила вчинки більшовиків.
З липня Рада видавала газету «Известия Юзовского совета рабочих и солдатских депутатов».
У виконкомі ради склався блок між Бундом та українськими партіями
У вересні 1917 року відбулись нові вибори до Ради. Новим головою ради став Павло Алфьоров. До складу виконкому увійшли 3 меншовики, 2 більшовики (Яків Залмаєв і Федір Зайцев) і 2 есери.
31 жовтня 1917 року Юзівська рада засудила більшовицький переворот (;) та визнала єдиним законним органом влади у місті міську думу(). У відповідь більшовики ініціювали перевибори виконавчого комітету ради. А меншовики та есери заявляють про свій вихід з ради. Рада втрачає легітимність Проте, більшовиків це не зупиняє. Після перевиборів більшість у виконкомі опинилась в руках більшовиків, а головою був обраний Яків Залмаєв ().
Надалі рада заявляє про захоплення влади у Юзівці.
Головами ради були: Костянтин Косенко (меншовик; березень — липень 1917), Павло Алферов, Яків Залмаєв (більшовик, жовтень/листопад 1917 — квітень 1918)

#### Ясинуватська рада робітничих депутатів
На I конференції рад робітничих і солдатських депутатів Донбасу 15-17 березня 1917 у Бахмуті було ухвалено створити шість районних об'єднань рад - Бахмутського, Горлівського, Костянтинівсько-Щербинівського, Лисичанського, Макіївського та Юзово-Єнакіївського районів. Відбулось чотири З'їзди Рад робітничих депутатів Донецько-Криворізького басейну. Діяв координаційний орган усіх рад регіону - Обласний комітет Рад робітничих депутатів Донецько-Криворізького басейну.

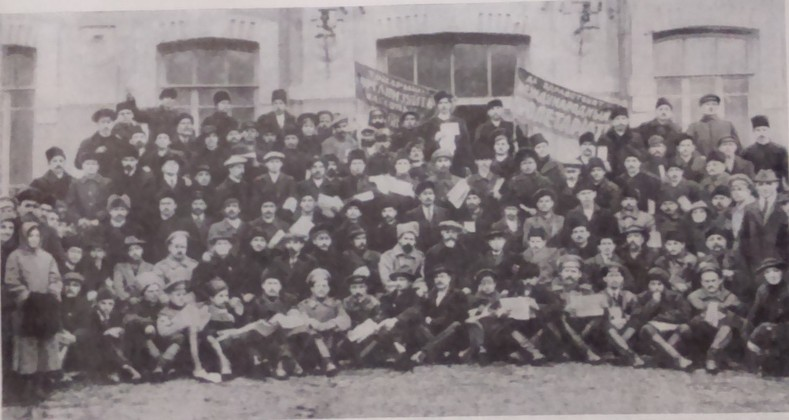
Делегати першої конференції Рад робітничих і селянських депутатів Донбасу. Бахмут, березень 1917.

### Події 1 травня у Луганську та Бахмуті
1 травня 1917 р. в Луганську група більшовиків помітила невелику колону з 30 чоловіків під жовто-блакитними прапорами і співом «Ще не вмерла Україна», її було локалізовано, а прапори відібрано під претекстом, що це не національне, а інтернаціональне свято, на якому можна використовувати лише червоні прапори. Подібний випадок мав місце і у Бахмуті.

### Вибори до міських дум
Протягом липня-серпня 1917 р. в усій Російській імперії відбувались вибори до міських дум. Вони відбувались на підставі Тимчасових правил про здійснення виборів гласних міських дум, затверджених постановою Тимчасового уряду про вибори гласних міських дум та дільничні міські управи від 15 квітня 1917 р.

#### У Луганську
У Луганську вибори відбулись 6 серпня 1917 р. Із загального числа виборців 33 442 проголосувало 15 098 (45,15%), зіпсовано було 334 бюлетені.
Голоси розподілились таким чином:
Список	Кількість місць у думі
Більшовики та Польська партія соціалістична	29
Есери та ОСЕРП	18
домовласники	11
Меншовики, Бунд, УСДРП	10
Єврейський список	1
Просвіта	1
кадети	2
Єврейська народно-трудова партія	2
енеси	1
Всього 	75
За списком більшовиків обрано: 1) Ворошилов Климент Єфремович, 2) Каменський Абрам Захарович, 3) Вінецький I. А., 4) Черв'яков Олександр Іванович, 5) Істомін Яків Олексійович, 6) Ляпін 3иновій Федорович, 7) Ракочи Ф. Н., 8) Кравцов Н. В., 9) Ніколаєнко Іван Гнатович, 10) Алексєєв Іван Ілліч, 11) Афонін М. К., 12) Степанов В. Г., 13) Євтушенко В. Є., 14) Маранц А. Я., 15) Істоміна М. О., 16) Меркулова К. I., 17) Крестеняк Ф. А., 18) Шефер Я. А., 19) Нестеренко Л. М., 20) Міняйло М. Г., 21) Пузирьов Олексій Іванович, 22) Каравашнін С. Г., 23) Геросін П. Г., 24) Вальтер I. Ф., 25) Герасимов П. С., 26) Пристов Ф. Ф. 27) Фетісов М. С., 28) Шеліхов Г. А., 29) Пархоменко Олександр Якович.
За списком есерів та ОСЕРП пройшов Н. Ф.Латишев.
За списком Просвіти обраний Вовченко.
Головою Думи обрано К. Ворошилова (РСДРП(б)), міським головою – Олександр Червʼяков (РСДРП(б)).

#### У Юзівці
Постановою Тимчасового уряду від 3 червня 1917 р.  «Про перетворення 41 сільського поселення в міста з уведенням в них Міського Положення» Юзівка ставала містом та отримувала право обирати міську думу у кількости 73 гласних.
На виборах перемогу святкували есери, які отримали 50 мандатів, меншовики спромоглися на 10 місць у думі, більшовики – 6 (Яків Залмаєв, Алфьоров, Зайцев, Коваль, Толмачов
та Висоцький), кадети – 5. Міським головою обрано Семена Львовича Ієйте.

#### Єнакієве
Постановою Тимчасового уряду від 3 червня 1917 р. «Про перетворення 41 сільського поселення в міста з уведенням в них Міського Положення» з селищ Єнакіївський, Олександро-Полонський та Катеринославський утворено місто Єнакієве. Новоутворене місто отримало власну міську думу у кількости 42 гласних.
На виборах до міської думи 17 мандатів отримали есери, 11 - більшовики, решта 14 - меншовикам, кадетам та позапартійним.
Міським головою було обрано Фєдорєєва. Серед членів думи згадуються Бондаренко, Кулик, Павлов, Зубашов, Чернявський, Літвер, Сперанський, Дудкін, Цифринович, Катков, Мосяков тощо.

#### Гришине
Постановою Тимчасового уряду від 3 червня 1917 р. «Про перетворення 41 сільського поселення в міста з уведенням в них Міського Положення» селище Гришине отримало статус міста та міську думу у кількости 23 гласних.
У серпні 1917 року проведено вибори Міської думи. Головою Гришинської міської думи був обраний Шевченко П.П., а міським головою – службовець Мельников А.С. (меншовик), помічником міського голови був обраний Лінда М.С. – службовець млина Маліса і слюсар депо Божченко Й.П.

### Вибори до волосних та повітових земств
3 вересня відбулись вибори до волосних земств Слов'яносербського повіту, а 22 жовтня - до Бахмутського та Слов'яносербського повітових земств (народних рад).

### "П’яний погром"
10 – 12 вересня 1917 р. у Бахмуті відбувся погром винних складів.

### Бахмутський повітовий учительський з'їзд
24-28 вересня 1917 року у Бахмуті відбувся бахмутський повітовий учительський з'їзд. На початку зʼїзду стався мовний скандал. Частина делегатів відмовилась слухати виступи українською мовою та зажадала виступати тільки російською. У відповідь україномовні вчителі покинули з'їзд. Після цього російськомовна частина зʼїзду визнала право українців виступати рідною мовою. 
Однак, коли на голосування поставили резолюцію про українізацію освіти, за проголосувала меншість.

### Вільне козацтво
У жовтні на станції Долгинцеве заклалось Вільне козацтво. У загін записалось понад 200 осіб.

## У складі УНР
7 листопада 1917 року, коли Центральна Рада своїм III Універсалом проголосила утворення Української Народної Республіки, до складу якої, окрім інших, увійшли Катеринославська та Харківська губернії. Над Бахмутською повітовою земською управою (нині — будинок залізничного технікуму) було вперше на Донбасі піднято жовто-сині національні прапори.

#### Вибори до Всеросійських Установчих Зборів
Явка виборців по Бахмутській виборчій окрузі становила 36,7%
За український список (№ 5) у Бахмуті проголосувало 2151 виборець, у Бахмутському повіті – 55230 виборців, у Луганську – 2222 виборців, у Слов'яносербському повіті – 40949, у Юзівці – 492 виборці.

#### Вибори до Українських Установчих Зборів
Явка виборців по Бахмутській виборчій окрузі становила 7%

#### Більшовицькі заколоти
Відразу ж після Жовтневого перевороту у Петрограді, більшовики спробували захопити владу в інших регіонах, зокрема, на Донбасі. Однак, через місцеві ради це зробити їм не вдалось. Адже у радах представництво РСДРП(б) було незначним. Тоді заколотники стали створювати «ревкоми». 4 грудня з ініціативи Г. І. Петровського в Микитівці відбувся з'їзд ревкомів Донбасу, який обговорив питання боротьби з донським козацтвом і обрав Центральне бюро військово революційних комітетів. Трохи пізніше був створений Центральний штаб Червоної гвардії Донбасу. «Ревкоми» оголошували, що уся влада переходить до них, однак цей акт мало хто визнав із населення, а тому це залишилось пустою декларацією.
Через це більшовики вдалися до прямої агресії. Був сформований Революційний польовий штаб з боротьби з контрреволюцією, який очолив В. Антонов-Овсієнко. До Харкова стали прибувати більшовицькі загони Сіверса, Сабліна, Жлоби з Петрограда, Москви, Костроми, Тули, Рязані, Ярославля, Бєлгорода, Брянська загалом 20 тис. чол. Агресорів підтримували незначні місцеві більшовицькі збройні формування на чолі із Олександром Пархоменком.
Раднаркомом був висунутий ультиматум Центральній Раді, який вона відкинула і відтак розпочались бойові дії. Також більшовики здійснили спробу вчинити державний переворот в УНР: проголосили альтернативний парламент – ВУЦВК, уряд – Народний секретаріат. Більшовики вели наступ на кількох напрямках – Бахмач–Київ, Полтава–Київ, а також на півдні.
Відповідно до загального плану в Донбасі діяли дві групи військ. Перша група Сабліна повинна була вести наступ в районі Луганська. Друга група Сіверса отримала наказ захопити Микитівку, Горлівку, Дебальцеве, і нагромаджувати сили для спільного удару в напрямку Зверево, Лиха, Міллерово.

### Воєнний стан в гірничо-промислових районах Області Війська Донського
Відразу ж після петроградського збройного повстання більшовиків вони намагались встановити свою владу і в Області Війська Донського, зокрема, у північно-західній, шахтарській частині. Для протистояння організованим більшовиками безладам, військовий Отаман Олексій Каледін 26 жовтня (8 листопада) 1917 ввів у частині Області Війська Донського воєнний стан.
14 листопада 1917 на засіданні уряду Всевеликого війська Донського прийнято пропозицію Центральної Ради про спільну боротьбу проти більшовиків і проголошено утворення «Союзу південно-східних областей та України». Спеціальними рішеннями уряди Всевеликого війська Донського та УНР заборонили вивозити хліб і вугілля до контрольованої більшовиками частини Росії.
Для придушення більшовицьких заколотів на копальнях сформовано загін осавула Чернєцова, який здійснив рейд гірничо-промисловим районом Області Війська Донського. В ході рейду було ліквідовано більшовицькі осередки та ради робітничих депутатів в Макіївці, на Ровеньківському, Прохоровському, Боково-Хрустальському, Ясинівському та інших рудниках, а також у Микитівці та Дебальцевому. При цьому загін Чернєцова вийшов за межі Області Війська Донського та почав оперувати в межах УНР. Водночас у Слов'янську і в Бахмуті місцеві проукраїнські сили здійняли повстання проти більшовиків, чим сприяли їх вигнанню з Донбасу.
Під час операції у Боково-Платове загинув голова Боково-Хрустальської ради робітничих депутатів Микита Васильович Перевєрзєв - більшовик, надісланий в це селище ростовською організацією РСДРП(б). На його честь у 1965 р. у Антрациті було встановлено пам'ятник.
У перших числах січня загони Сіверса розгорнули наступ через Іловайск-Таганрог-Ростов. У загоні Сіверса було 4000 тисячі вояків. З Луганська в напрямок до Ростова стали рухатися загони Сабліна. У середині січня 1918 регіон був захоплений більшовиками.

### Конфлікт між більшовиками та анархістами в Луганську

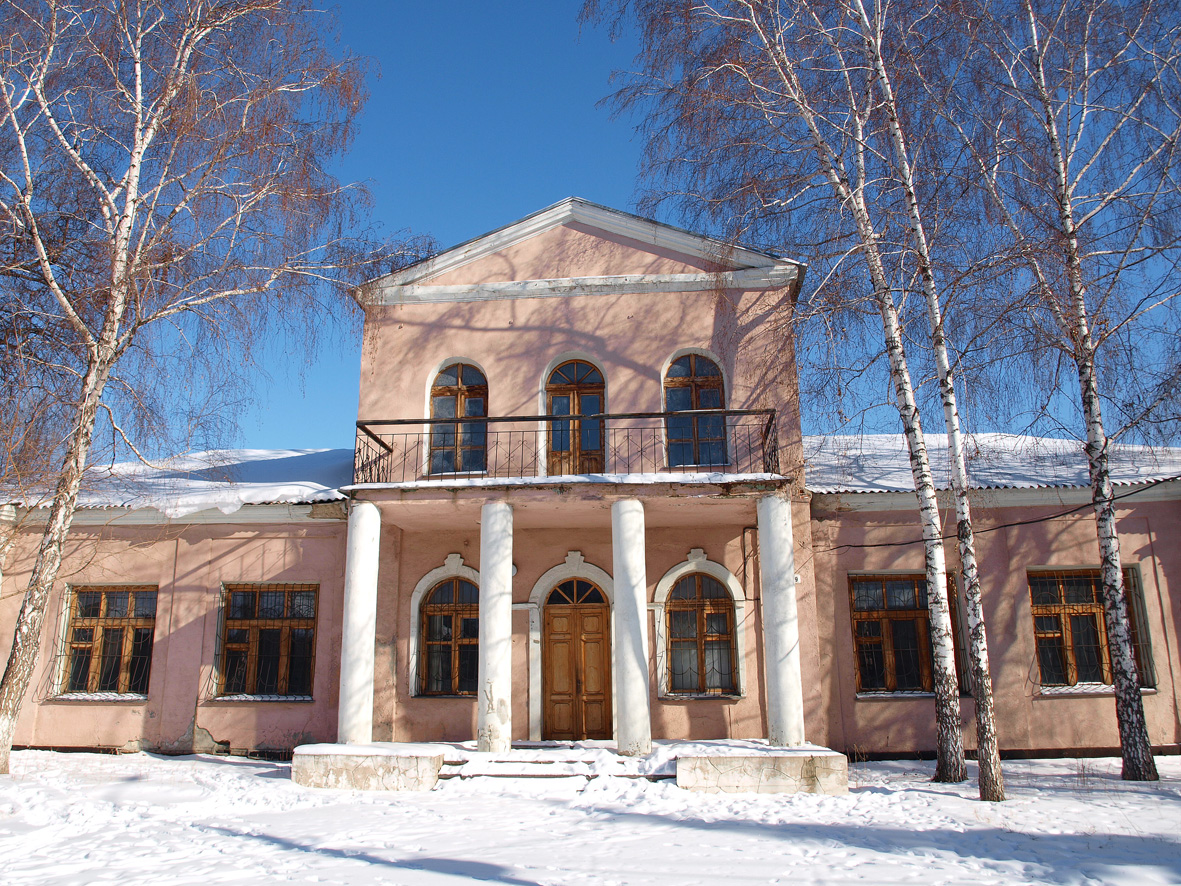
Будинок очільника дворянства Сергія Іллєнка, який зайняли анархісти та обстріляли більшовики у лютому 1918 р.

На початку лютого 1918 р. до міста прибув бронепотяг загону чорноморських вояків. Цей загін було сформовано на Першому чорноморському флотському з’їзді (Севастополь, 6 (19) листопада – 19 листопада (2 грудня) 1917 року). Очолював загін Каско.
Чорноморський загін став вимагати у виконкому Ради робітничих депутатів матеріальної підтримки. Однак їм у цьому відмовили. Тоді місцеві анархісти захопили будинок предводителя (ватажка) дворянства Сергія Іллєнка та оголосили про скликання загальних зборів Червоної гвардії.
На цих зборах анархісти та загін висловлювали претензії до виконкому Ради робітничих депутатів. У відповідь виконком вирішив ліквідувати анархістів та роззброїти загін. Будинок Іллєнка оточили червоногвардійці-більшовики та здійснили обстріл. Два анархісти загинули, один підірвав себе гранатою.
23 лютого бронепотяг загону вирушив зі станції Луганськ. З ним поїхав також і начальник луганської Червоної гвардії Олександр Пархоменко. За версією І.Ніколаєнка, його було викрадено і посаджено до потяга примусово.
Навздогін їм вирушив потяг червоногвардійців (Я.Шефер, Гр.Чекменев, Асташов). На станції Родакове вони теж потрапили у полон до анархістів.
Тоді Луганська Рада робітничих депутатів дала телеграму командувачу «революційними військами Південно-Східного фронту». Той розпорядився звільнити заарештованих луганських червоногвардійців та розстріляти начальника бронепотяга.

## Донецько-Криворізька радянська республіка

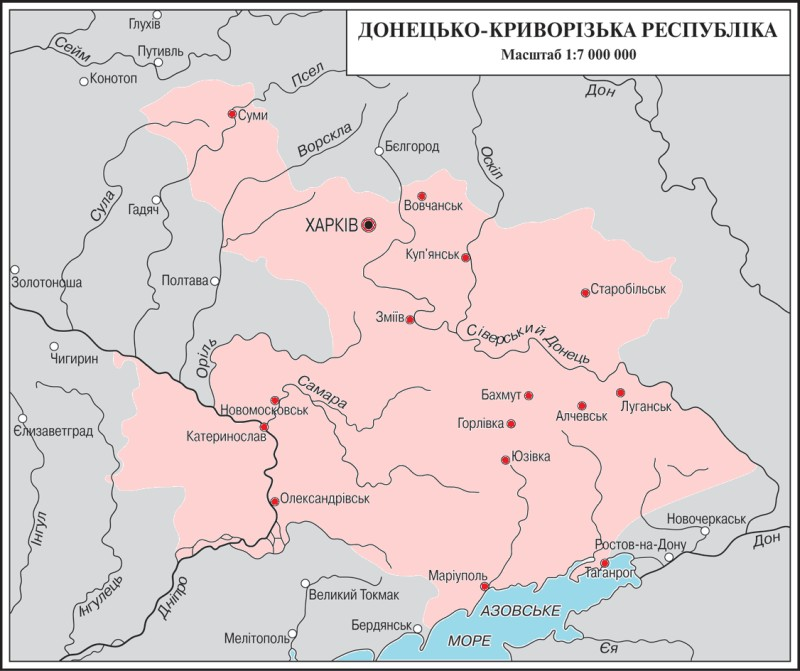

3 березня російський більшовицький уряд у Бресті підписав мирну угоду з державами Четверного союзу. Раднарком зобов’язався визнати УНР і укласти з нею мир.

Проте, більшовики спробували залишити за собою контроль над східноукраїнськими територіями з потужними промисловими виробництвами. На Четвертому обласному з'їзді рад Донецького і Криворізького басейнів 14 лютого нбуло проголошено ДКР як самостійну від УНР.
Утім, зупинити у такий спосіб наступ української армії на східні терени України більшовикам не вдалось. Поспішно створені, напіврегулярні радянські «армії» від керівництвом В. Антонова-Овсєєнка не могли стримати просування українських, німецьких і австрійських військ. 29 березня німці захопили Полтаву, 3 квітня — Катеринославом, 7 квітня визволили Харків. Один з керівників оборони міста М. Руднєв телеграфував в штаб В. Антонова-Овсєєнка:
«Обороняти Харків було неможливо, німці глибоко обійшли з лівого флангу, цінні вантажі встигли вивезти».
13 квітня Юзівський центральний штаб, у направленій всім радам, ревкомам і Червоній армії телеграмі, визнавав, що його загони не витримують натиску «контрреволюційних банд германців і гайдамаків» і відступають. Пропонувалося негайно вдатися до вивозу запасів зброї і хлібних вантажів, не гаючи жодного дня, евакуювати банки, казначейства, поштові цінності тощо.
Упродовж квітня українські війська звільнили Єнакієво, Краматорськ, Слов’янськ, Микитівку, Бахмут, Слов’яносербськ. 28 квітня більшовики залишили Луганськ.

### Протести в Юзівці (20 березня 1918)
20 березня 1918 року у Юзівці відбулись протести проти діяльності голови Юзівської ради робітничих депутатів Якова Залмаєва, який звільнив з-під варти заарештованого за пограбування заводу свого однопартійця та, можливо, родича, Тулупова.

### Луганський раднарком
У лютому 1918 р. у Луганську відбувся з’їзд рад Луганського повіту (або гірничого району). На з’їзді було обрано виконавчий комітет рад у складі Борис Вобліков (голова), Яків Істомін, Іван Пархоменко-Крицький, Юрій Лутовінов. Невдовзі цей виконком об’єднався з виконкомом Луганської (міської) ради робітничих депутатів. Спільно вони утворили Луганську раду народних комісарів. Очолив цю раду Юрій Лутовінов.
Луганська рада народних комісарів претендувала на владу в Луганську та околицях.
9 квітня 1918 р. Луганський раднарком об'єднався із Раднаркомом ДКР.

### Звільнення від більшовиків
15 квітня українські війська після 12-годинного бою здобули станцію Барвінкове. Тут вони втратили 9 убитих і 59 поранених. 17 квітня 3 піхотний полк зайняв Слов'янськ, 18 — Бахмут. Далі група полковника Сікевича разом із німецькими військами зайняли після цілоденного бою 25 квітня станцію Микитівку. Тут особливо відзначилася 6 сотня 1 піхотного полку на чолі з сотником Коваленком. 30 квітня 1 піхотний полк. дійшов до станції Колпаково, завершивши таким чином звільнення від більшовиків Катеринославської губернії.
Наступу української та німецької армій протистояли більшовицькі загони на чолі із Іваном Локатошем (Луганськ), Олександром Круссером, І.І.Клюєвим (Маріуполь), Василем Марапульцем (Слов'янськ). Координував діяльність цих загонів створений в Харкові 4 березня надзвичайний штаб з організації оборони ДКР. До нього увійшли Н Коляденко, М А Сапельников, С І Петренко, М А Руднєв, головою був обраний М Л Рухимович.
25 квітня від більшовиків була звільнена Юзівка.
Вступом німців 8 травня 1918 р. до Ростова-на-Дону військова кампанія Центральних держав в Україні завершилася. Імператор Вільгельм ІІ видав указ, яким заборонив подальші наступальні операції, оскільки вони могли підірвати укладений з Росією мир.

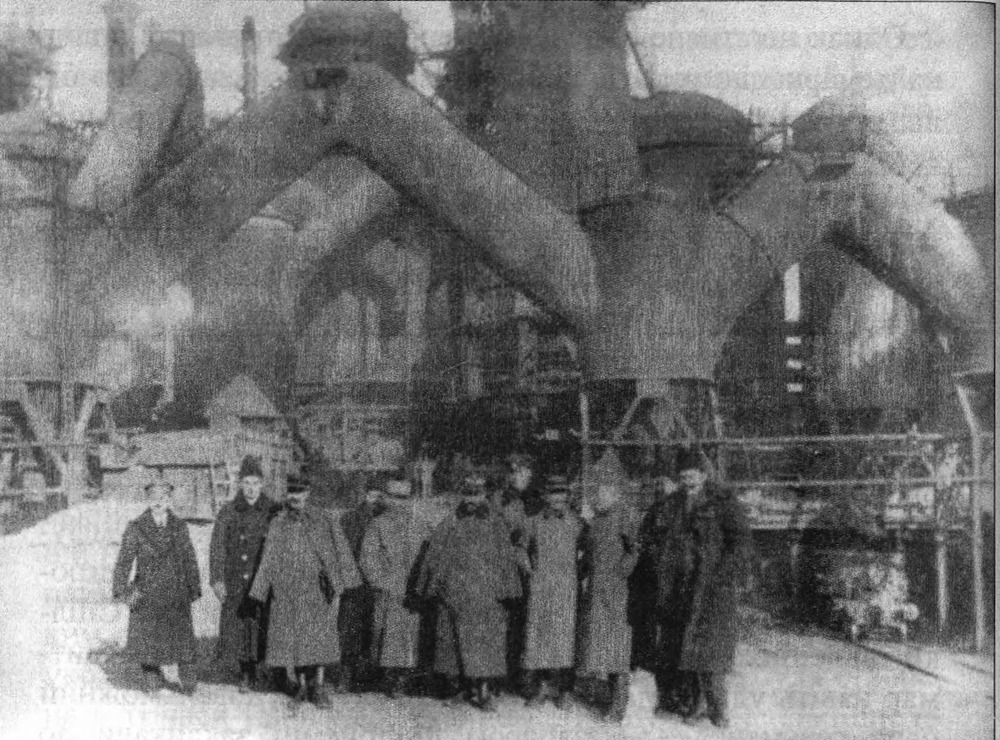
Група німецьких офіцерів з адміністрацією Юзівського металургійного заводу 1918.

Начальник штабу Східного фронту генерал М. Гофман так описував дії німецьких військ проти більшовиків взимку — навесні 1918 р.: «Це найдивовижніша війна, яку я коли-небудь бачив — майже винятково на залізниці й на машинах. Сідає жменька піхотинців з кулеметами й однією гарматою на потяг і їде до наступної станції, бере її, арештовує більшовиків, чекає на поповнення, що прибуває залізницею, і їде далі. В кожнім разі цікавий метод своєю новизною»
По закінченні бойових дій війська Слов'янської групи розташувалися в Донецькому басейні: 1-й Запорізький полк ім. гетьмана П. Дорошенка - в Бахмуті, 3-й Гайдамацький - у Слов'янську та на ст. Микитівка, 4-й Запорізький ім. гетьмана Б. Хмельницького - у Дебальцевому, панцирний дивізіон - у Краматорську

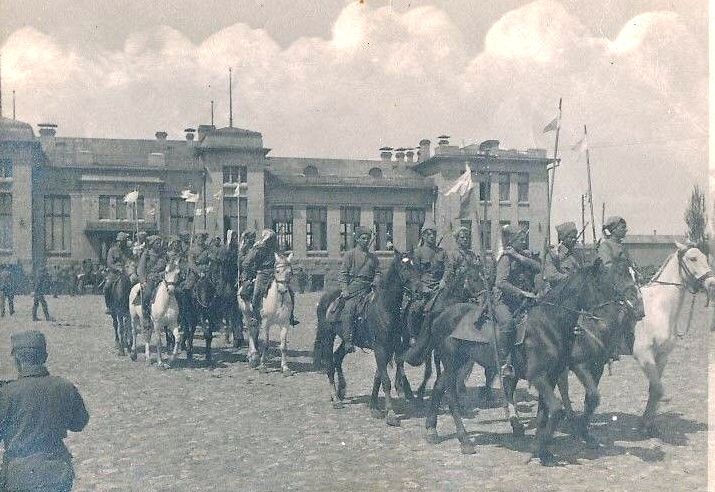
Козаки 1-го Запорізького полку імені гетьмана Петра Дорошенка Армії УНР переможним маршем входять у Бахмут. 18 квітня 1918

## Українська Держава
8 травня старостою Бахмутського повіту призначений Юрій Желінський, Словʼяносербського – Микола Кудрянів, Маріупольського – Давид Хараджаєв, старобільського - А.Гірчич. На початку червня на Горлівських копальнях відбувся страйк.
На початку липня німецький повітовий комендант заарештував повітового старосту.
14 серпня ревізійна комісія виявила кримінальні правопорушення у діяльності Бахмутської міської управи. Управа була розпущена.

### Державна варта
Обов’язки Катеринославського губернського інспектора Державної варти виконував начальник освідомчого відділу В. Долгов. Міську варту очолювали: в Катеринославі – М. Левітіс, Амур-Дніпровську – Г. Веселовський, Маріуполі – М. Синьков, Бахмуті – М. Мєркулов, Каменському – М. Сотін, Юзовці – М. Яковлєв, Олександрівську – Н. Васильєв, Луганську – К. Монастирський. Керівниками повітової варти були: Катеринославської – Д. Артамонов, Павлоградської – К. Жолтановський, Маріупольської – К. Чарнес, Верхньодніпровської – О. Кулаков, Новомосковської – О. Гладилін, Бахмутської – Д. Борткевич, Олександрівської – І. Богослов, Слов’яносербської – Л. Федоровий.
Отаман міліції Славгорода - Гащенко.

### Прикордонні пропускні пункти
Прикордонні пропускні пункти на південно-східному кордоні із Росією було встановлено у Лисках, Таловій, Довжику та Ростові.

### Воєнний стан
Наказом гетьмана Павла Скоропадського та військового міністра Олександра Рогози № 309 від 7 листопада 1918 р. з 0 год.5 хв. 9 листопада в Катеринославській губернії введено воєнний стан. Уся повнота влади була передана командиру 8 корпусу Армії Української Держави .

### Юзівський страйк 20-23 листопада 1918 року
20 листопада 1918 року на Юзівському заводі було оголошено страйк. На мітингу більшовик Федір Буканов-Іванов висунув вимогу роззброєння Державної варти. Начальник юзівської державної варти Яковлєв погодився, але попросив часу для організації здачі зброї вартою. І відразу ж викликав на допомогу загони отамана Краснова. Наступного дня новий мітинг страйкуючих розігнали. А 23 листопада у приміщенні клубу металістів та вуглекопів заарештовано керівників страйку. Їх розстріляли.

### Евакуація німецьких військ
Після підписання Комп'єнського перемир'я, революції в Німеччині та початку повстання Директорії УНР німецькі гарнізони наприкінці 1918 р. розпочали евакуацію з України. Їх від'їзд мав наслідком нестабільність влади, боротьбу за неї між місцевими силами. 
З Дону на східноукраїнські території, нібито за домовленістю з українською владою (Гетьманом Павлом Скоропадським) почали вступати козачі полки Краснова та Май-Маєвського. Їх штаб розташувався у Микитівці.

22 листопада Маріуполь зайняли французькі та британські війська. 

З північного сходу територію УНР намагались захопити більшовики.

Наприкінці грудня 1918 р. між білими та червоними російськими загонами розпочались сутички.

## Денікінський режим на сході УНР

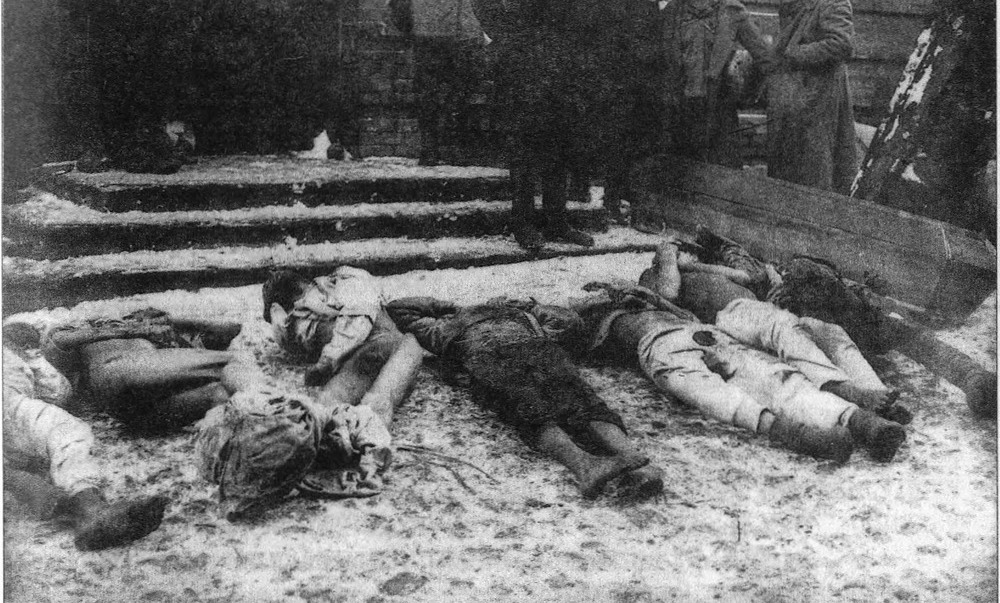
Тіла в'язнів, отруєних денікінськими військами перед відступом з м Бахмут. Тіла покалічені і оголені.

Наприкінці 1918 року одночасно із виїздом німецьких гарнізонів з України, агресією більшовиків проти УНР та початком повстання Директорії, східні терени УНР стали об'єктом територіальних зазіхань Збройних сил Півдня Росії на чолі з Антоном Денікіним.
У грудні 1918 року з Дону на східноукраїнські території, нібито за домовленістю з українською владою (Гетьманом Павлом Скоропадським) почали вступати козачі полки Краснова та Май-Маєвського.
Збройна боротьба за цей регіон між Збройними силами Півдня Росії та більшовиками тривала впродовж січня-травня 1919 року та завершилась відступом Червоної армії. 27 травня денікінцями був зайнятий Луганськ, 1 червня - Бахмут. Наприкінці травня частини Червоної армії вийшли за межі Донбасу. Невдовзі практично уся правобережна Україна опинилась під контролем денікінців.

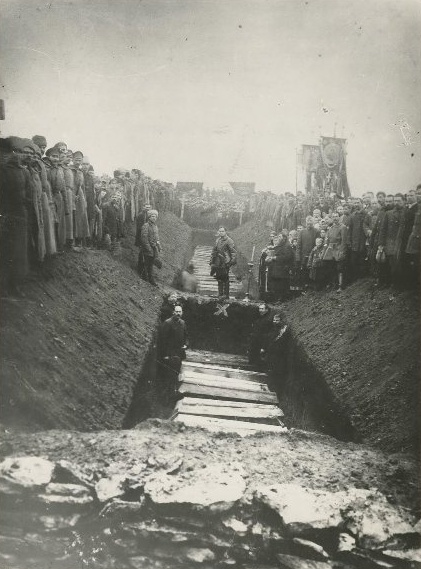
Похорон шахтарів убитих деникінцями у 1919 році

### Білий режим
Зайнявши Донбас, Денікін поставив мету повністю використовувати його продуктивні потужності. 21 травня 1919 "Особлива нарада" прийняло постанову про організацію Комітету Донецького басейну. Всі фабрики і заводи, всю землю денікінці повернули господарям. На підприємствах ввели старе дореволюційний управління. Але через два місяці після захоплення Донбасу білими економічне життя його завмерла. Металургічні і металообробні заводи Дружківки, Краматорська, Луганська, зупинилися. Не давали продукцію заводи Юзівки, Слов'янська, Дебальцеве, Єнакієве: не було робочої сили. Зупинилися вугільні шахти. Прийшов у повний занепад залізничний транспорт. На зайнятих територіях Денікін встановив режим військової диктатури.
На Костянтинівському заводі розстріляли кожного десятого робітника, в Слов'янську стратили 300 осіб. У Гришинський районі каральні загони закатували 1500 чоловік.

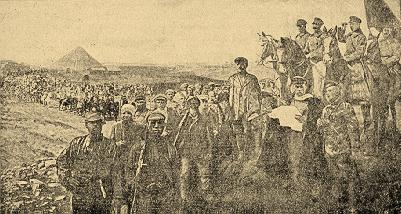
Репродукція картини Василя Васильовичя Журавльова «Звільнення Донбасу» у 1919 році

У Юзівці за звинуваченням у більшовизмі були повішені сотні робітників. Їхні трупи весели кілька днів. У Бахмуті, Лисичанську, Горлівці, Краматорську, Костянтинівці, Єнакієвому, були масові розправи над революціонерами і робочими активістами. За даними "Історії міст і сіл УРСР" після зайняття денікінцями Слов'янська 5 червня 1919 р., у перші дні у місті було розстріляно та повішено 300 осіб.

### Вбивство Олексія Печериці
Державною вартою (підрозділом Петра Котенка) був убитий активіст робітничого руху,  бухгалтер на Святогорівській копальні Російсько-бельгійського акціонерного товариства Ерастовських кам'яновугільних копалень Олексій Печериця.

### Страйк 13 шахтарів Новоекономічної копальні
У травні 1919 р. селище Економічне зайняли Збройні сили Півдня Росії. У липні на одній із шахт копальні 13 осіб висунули вимогу підвищити зарплату та покращити постачання продуктів. У відповідь на ці вимоги на копальню прибув бронепотяг із загоном правоохоронців. Страйкарі були заарештовані та повішені у м. Гришине (нині - Покровськ).

### Розстріл робітників Краматорського пляшкового заводу
30 грудня 1918 року сталось вбивство начальника Державної варти селища Кондратівка полковника Зелінського. Вбивство вчинив загін П.Іванова.
У відповідь 13 січня 1919 року у Костянтинівці розстріляно 13 працівників пляшкового заводу.
Жертвами розстрілу були: Іван Венцель, Пилип Герасименко, Омелян Ілляшенко, Михайло Кожич, Іван Кузнєцов, Марат Колєсніков, Семен Корабльов, Матвій Паршиков, Іван Пробєєв, Петро Прокофʼєв, Андрій Солодов, Василь Філіпов та один невідомий.
Поранення отримали Антон Якусевич, Яків Невєсов, Антон Білецький, Йосип Щербаков.
В радянський час цей випадок став ідеологічним міфом. Імʼя «13 розстріляних робітників» отримали завод (у 1961 р.) та вулиця. Також було збудовано пам'ятник та встановлено меморіальну дошку. 1967 року пам'ятник оновлено.

### Радянсько-польська війна 1920 року
У квітні 1920 року почалася польсько-радянської війни, з Донецької губернії на фронт вирушили 3000 добровольців[джерело?]. За наказом Реввійськради Південно-Західного фронту була проведена мобілізація. У Донецькій губернії в Червону Армію закликали 76250 чоловік[джерело?]. Селяни Донецької губернії на польський фронт відправили 211446 коней, 101800 волів, велику кількість возів, упряжки[джерело?].

### КампаніяПетра Врангеляв Донбасі
6 червня 1920 з Криму розгорнули наступ війська Врангеля які налічувала 30000 чоловік. Білогвардійці наблизилися до Донбасу до кінця червня але їх наступ був повсюдно призупинений. Тоді Врангель вирішив перенести боротьбу на Дон, 9 липня в районі Кривий Коси за 30 кілометрів на схід Маріуполя був висаджений загін у тисячу чоловік під командуванням козацького полковника Назарова. Загін захопив Новоазовськ і частиною пробився на Дон.
Попри те, що Синельникове Врангелю взяти не вдалося (за винятком короткочасного нальоту на вузол), в Донбасі наступ тривав, 26 жовтня 1920 року в бою під Стародубівка була розбита червоноармійська матроська дивізія, що обеззброїло Донбаську угруповання Червоної армії. Розвиваючи наступ на Юзово, Іловайськ, Російська армія 28 вересня захопила Волноваху, Великоанадоль, Платоновка, Новотроїцьке, а 29 вересня — Маріуполь, вийшовши до сіл Павлопіль, Новомиколаївка, станція Асланове.
30 вересня Російська армія вийшла на підступи до Юзовке, зайнявши станції Доля та Оленівка. Відбивши контратаки Червоної армії з району Ольгінка, Російська армія відтіснила малочисельні червоноармійські частини до Кремінній (Олександрівці), зробивши наліт на станції Юзово, Караванне, Мандрикіне.
Проте наступного дня Врангель суттєво послаблює Донбаську угруповання Російської армії, для перекидання частини військ на Каховський плацдарм, захоплений червоноармійцями на лівому березі Дніпра.
Даний крок викликав негайну реакцію червоноармійців які обороняли Юзовку: контратакою Червона армія опанувала Ольгінці і Новотроїцьким, 2 жовтня Російська армія, потіснивши червоноармійців, відновила свої позиції в Олександрівці та Новотроїцькому, на наступний день білогвардійці знову захопили Оленівку відтіснивши червоноармійців до Мар'їнці. Однак, прорив червоною кавалерії в районі Гуляй-Поля змусив Врангеля 4 жовтня вивести частини Російської армії з Донбасу.
5 жовтня Червона армія зайняла Маріуполь, просунувшись до Розовки, Царекостянтинівка. 8 жовтня червоноармійські загони, що вчора ловили Махно на Дону, перейшли в наступ на Гуляй-Поле.

## Повстанський рух в Донецькій губернії

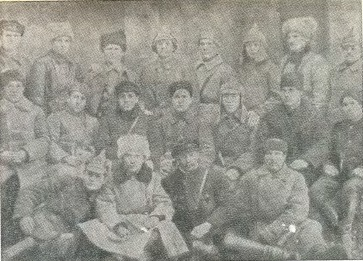
Група учасників боротьби з бандитизмом Юзівка 1921

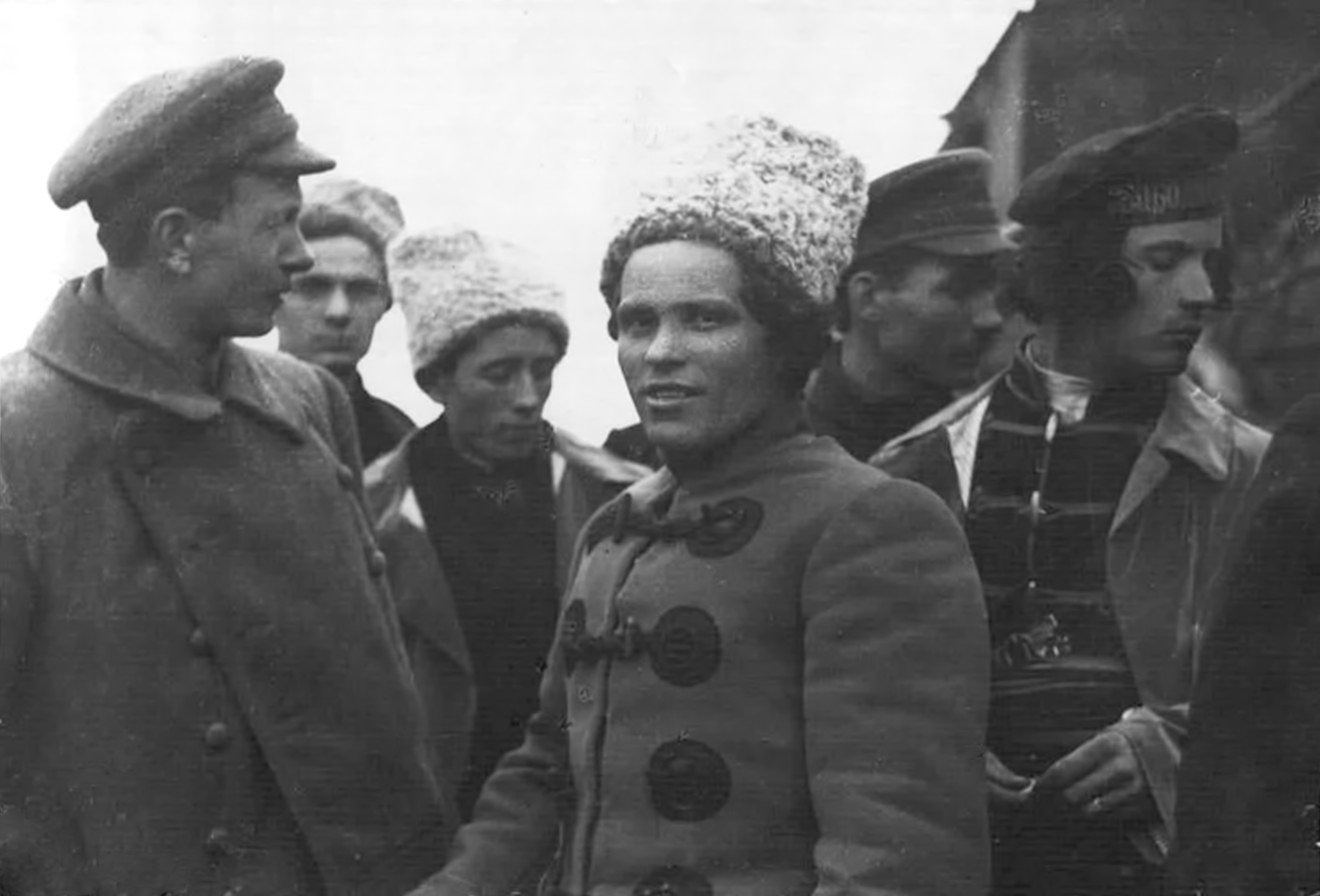
Лідери повстанців у 1919 р (зліва направо): С. Каретник, Н. Махно, Ф. Щусь

27 листопада 1920 Південний фронт видав директиву в якій вказувалося: «Що у зв'язку з невиконанням указу про розформування загонів РПАУ, і відкритому виступі проти радянської влади частини південного фронту з 26 листопада приступили до активних дії проти махновців».
У південну частину Донецької губернії попрямували частини 2-ї Кінної Армії і сконцентрувалися в районі Волновахи і приступили до ліквідації повстанських загонів і роззброєння населення.
29 листопада з селі Катеринівка що 40 верстах південно західніше Юзівки пройшло засідання Ради Революційних Повстанців України (махновців) спільно з членами Штабу і відповідальним командним складом. На засіданні до обрали раду та обговорили подальші дії у зв'язку з настанням червоних частин, на зборах вирішили ухилятися від боїв і зайнятися організацією армії.
2 грудня начальник тилового району 4 армії видав наказ № 1 по якому Маріупольський повіт оголошувався у стані облоги. Махновська розвідка дізнавшись, що в районі Гришинського повіту немає великих з'єднань червоних, відправила туди частину своїх сил.  У боротьбі з повстанцями червоні частини намагалися взяти в кільце район де вони діяли і ліквідувати їх, але це не до чого не приводило повстанці дрібними групами виходили з оточення і знову об'єднувалися в районі Старобільська і Слов'янського району. Найбільш активно діяли повстанці в районі Гришиного, Долі, Волновахи, Маріуполя.
3 грудня сталася велика бій махновців з киргизами в селі Комарь, після бою Махно із загоном вирушив у Велику Новоселівку де пробув до 5 грудня там було вирішено звільнити Гуляйполе від червоних. 6 грудня о селі Старомлинівка проходило засідання Ради революційних повстанських загонів України, на якому було вирішено об'єднати розрізнені загони повстанців і зберегти їх до весни в селі пройшов мітинг і зустріч Кримської групи Марченко. Після зборів основні сили махновців висунулися в Олександрівський повіт. У Донецькій губернії залишилися дрібні загони.

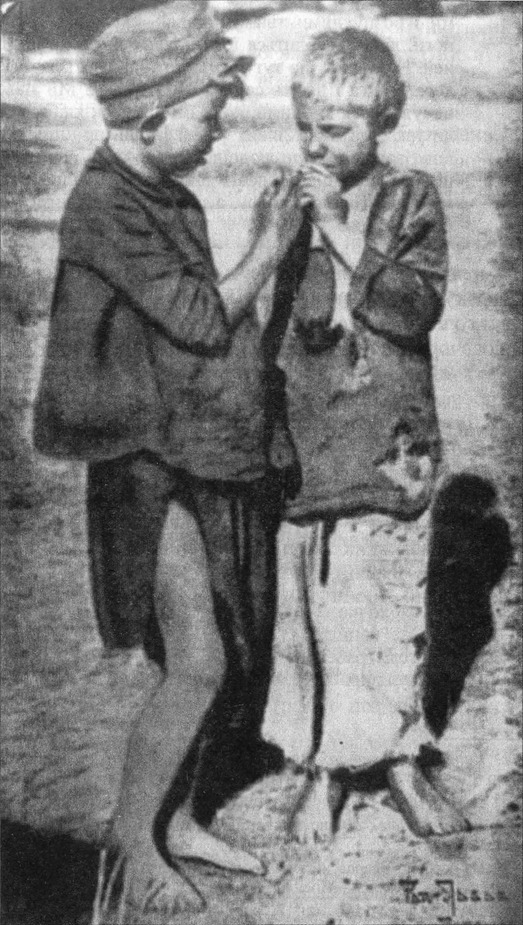
Бездомні діти Юзівка 1921 рік.

17 грудня основні сили махно зайняли Велику Новосілку, Константинополь, Андріївку і розсіялися по Юзівському району, в цей же час в Старобільському районі оперував Тереза, в Луганському районі Каменюк і Антонович. Слідом за основними силами махновців вирушили червоні. Повстанці відступили з Константинополя до Костянтинівки-Павлівку-Петрівське-Н.Каракуба і у південно-західному напрямку вийшли з губернії. На початку 1921 року частини Донецької трудової армії провели рейди в районі Слов'янська і Старобільська проти повстанських загонів Каменюка і Колеснікова, цей рейд не приніс свій результат. Фрунзе вже 13 січня повідомив, що розсіяні загони Каменюка зібралися північніше Слов'янська в районі Щурове-Ямпіль, а загін Колесникова займав район Степанівка Золотий Колодязь.
У лютому 1921 року основне ядро махновців з Махном увійшли у Старобільський район де в селі Кам'янка об'єдналися з групою Пархоменко. 6 лютого махновці рушили на схід в район Міллерово щоб приєднати загони Каменєва і Фоміна. Вони пройшли с. Олександрівськ, Ново-Олександрівку, Ровеньки, Осиповку і зайняли Марківку де їх атакували червоні частини. Повстанці відступили через Біловодськ, Шульгинка, Астрахань, ст. Кабаняче і через Ізюмський і Барвінківський район повернулися в Гуляйпільський район. Під час відступу загін вступав у сутички з червоними в Старобільському та Лисичанському районі. 10 лютого Махно вибили з меж Донецької губернії. Частина повстанців розсіялася по селах губернії.
20 лютого за рішенням штарма(штабу армії) для координації місцевих повстанських сил у Донецьку губернію в Маріупольський район прибув загін Куриленко чисельністю 30 осіб, в Юзівський район загін Золотого Зуба чисельністю 20 осіб, у Гришинський район загін Каленика з 10 людьми. 15 березня загін Петренко чисельністю 100 чоловік разом з штармом(штабом армії) прибув в Донецьку губернію і зупинилися в селі Павлівському. На світанку на них налетіла 9-я кавалерійська дивізія. Загін відступав через Каракуб, Святотроїцьку, Багатівка, Білоцерківку. Загін пробіг 120 верст, до вечора досягнувши с. Стародубівка. Але, бо і тут була кавалерія червоних, то вона відкинула групу до Мангушу. Коні зраджували своїм наїзникам, які рятувалися, як могли. Насилу здолали цього дня ще 50 верст, і в 22:00 зайняли Деревецькі хутора, що в 7 верстах на північний схід від Урзуфа. Після тривалих боїв загін зник у невідомому напрямку.

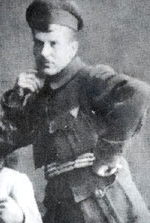
Кожин Фома.

У зведенні Донецького губчека за квітень 1921 про Гришинський повіті повідомлялося: «Бандитизм в повіті надихається Махно, загони якого поповнюються не тільки з селян, але і робочими». У квітні червоне командування накинулося в Маріупольському повіті на Куреленко, а в Юзівському на Москалевского і Кожина. В результаті боїв ці групи об'єдналися, створили ядро в 600 шабель і 100 тачанок під командуванням Щуся, Кожина і Куриленко. За вказівкою штарма вийшли в рейд в Чернігівську губернію.
У цей час біля Слов'янська діяв загін Сіробаба і Коліснеченка, у Старобільському повіті група Каменєва в 1000 шабель, у Міллеровському районі козачий загін Фоміна в 500 шабель. У Гришинському районі формувався загін Забудько і Каленик. У середині травня за рішенням штарма основні сили повстанців обійшли по Маріупольському повіту щоб поповниться новими бійцями. У середині липня махновці знову з'явилися в губернії, втікаючи від переслідування Донецької дивізії військ ВЧК. 12 липня пройшли Н.Каракубу-Єгорівське-Павлівське. Тут вони дізналися, що група Каменєва у 1000 осіб пішла в Таганрозький округ. Необхідно було з'єднатись з цим загоном і повстанці пішли на схід. 13-го пройшли станцію В.Анадоль-Новотроїцке-Васильївку-Бешев(Старобешево)-Миколаївку-Голодаївку, яку зайняли 15-го липня. Але з'єднатися з Каменєвим так і не вдалося. У селі Ісаївка Таганрозького округу було засідання штарма і Ради. На зборах вирішували куди податися. Частина вирішила в Туреччину Махно запропонував Галичину. Після цього Махно вийшов за межі Донбасу.
У серпні в Маріупольському і Таганрозькій окрузі оперував загін Белаша. Уникаючи великих зіткнень він проіснував до 12 вересня і розпався. Але повстанський рух в Донбасі так і не припинився. Ейдеман 21 вересня звертався до Главкому Каменєву просив вжити заходів щодо розгрому повстанського руху у північній частині Донецької губернії.
У зв'язку з неврожаєм і голодом в Донецькій губернії і переходом від військового комунізму до НЕПУ, від продрозкладки до продподатку, наприкінці 1921 року повстанський рух пішов на спад.

## Революційні події в мистецтві

### У літературі
- «Повесть о суровом друге». Л. Жаріков — в першій частині трилогії описуються історичні події попередні Жовтневому перевороту в Донбасі та його звершення зображені крізь призму почуттів, думок, переживань хлопчика із заводського селища Льоньки Устинова.[70]
- Повість «Хліб» Олексія Толстого — художнє відтворення дійсних історичних подій, пов'язаних з героїчним походом революційних загонів, під командуванням К. Є. Ворошилова зі столиці ДКР Харкова через Луганськ до Царицина під час Австро Німецького наступу на Україну 1918 року.[71]
- Роман «Вершники» Юрія Яновського — роман Вершники як би зсередини весь пронизаний вогняними смугами металургійних плавок, освітлений діамантово - чорним блиском вугілля, наповнений гулом заводів і шахт.[72]
- Романи «Правда на землі одна». «Пласти» Юрія Чорного-Діденка — це багатопланові гостросюжетні, густо заселені історичне оповідання, що охоплюють своїм змістом надзвичайно складний період життя донбасівців: події першої світової війни, і громадянської війни 1917–1922.[73]
- Роман «Третя рота» Володимира Сосюри — це яскравий зразок мемуарної прози. Читаючи цей твір, ми можемо яскраво уявити і багатогранний внутрішній світ великого поета, ;.і життя поета в революційному Донбасі.
- Поема «Донбас» Григорія Баглюка.[74]
- Поема "Тривожні роки, " вірш «Донбас у Жовтні» Павла Безпощадного.
- «Тривожні роки» Іван Павлик, Федір Самохвалов[75]
- «Початок великої долі» Павло Омельяненко[76]

### У живописі
Революційні події в Донбасі висвітлив у своїй творчості художник Василь Васильович Журавльов він є автором таких картин:
- «Звільнення Донбасу»
- «Розстріл 118-ти шахтарів»[77]

### Пам'ятники
- Обеліск «Борцям за радянську владу». Сквер Полеглих комунарів. Донецьк[78]

### Фільми
- Фільм «Олександр Пархоменко» за романом Всеволода Іванова.

## Історичні праці
- Антонов-Овсієнко В. А. Записки про громадянську війну: в 4 т. — Том 1. — М .: Вища військова редакційна рада, 1924. — 271 с
- Антонов-Овсієнко В. А. Записки про громадянську війну: Том 2. — М.-Л .: Госиздат: Відділ військової літератури, 1928.
- Острогорский М. — Борьба за Октябрь на Артемовщине. Збірник спогадів і статей. 1929. Збірник містить статті, присвячені огляду подій 1917 року на Донбасі від передодня Лютневої революції до першого року Громадянської війни. Центральне місце в книзі приділено суспільно-політичному руху робітників Донбасу, а також історії місцевих міст в період 1917–1918 рр.
- Антонов-Овсієнко В. А. Записки про громадянську війну: Том 3. — М.-Л .: Госвоеніздат, 1932.
- Антонов-Овсієнко В. А. Записки про громадянську війну: Том 4. — М.-Л .: Госвоеніздат, 1933. — 343 с.
- Модестов В. В. Робітники Донбасу в трьох російських революціях. 1974
- Д. А. Першак. Хроника великих дней /  Донецк: Донбас, 1977. Найважливіші події з історії боротьби слідом за перемогу Великого Жовтня, встановлення і зміцнення Радянської влади в Донбасі (лютий 1917 р. — Січень 1918 р.)
- Прокоф'єва, Л. Т. Не змовкне слава: історико-краєзнавчий нарис про період громадянської війни в Донбасі (1917–1920 рр.). — Д .: Донецьк, 1978. — 160 с.
- Володимир Корнілов «Донецько-Криворізька республіка: Розстріляна мрія» 2011 .
- Пиріг Р. Я. Донбас у складі Української гетьманської держави (травень — листопад 1918 року). Київ: Інститут історії України НАН України, 2014. — 41 с. — (Серія «Студії з регіональної історії: Степова Україна»).